# Joanne Woodward

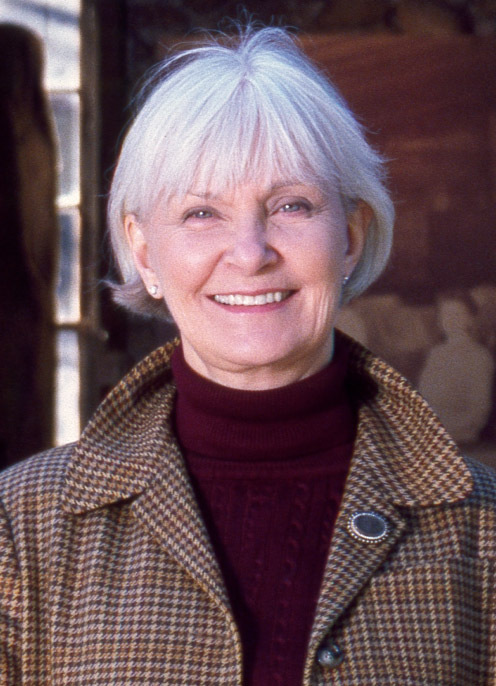
Joanne Woodward

Joanne Gignilliat Trimmier Woodward (* 27. Februar 1930 in Thomasville, Georgia) ist eine US-amerikanische Schauspielerin, die ab Mitte der 1950er-Jahre in Hollywood erfolgreich war. Für ihre Rolle in dem Filmdrama Eva mit den drei Gesichtern gewann sie 1958 den Oscar in der Kategorie „Beste Hauptdarstellerin“. Sie war 50 Jahre bis zu seinem Tod mit dem Schauspieler Paul Newman verheiratet, mit dem sie in vielen Filmen gemeinsam auftrat.

## Lebenslauf
Woodward stammt aus bescheidenen Südstaaten-Verhältnissen, ihre Schauspielerkarriere wurde von der Filmliebe ihrer Mutter initiiert und stark beeinflusst. Als Vom Winde verweht in die Kinos kam, war sie ein großer Fan von Laurence Olivier. Mit Olivier spielte sie 1979 zusammen in einer Fernsehproduktion von Come Back, Little Sheba.
Woodward gewann als Jugendliche einige Schönheitswettbewerbe. Sie besuchte die High School in Greenville, studierte an der Louisiana State University in Baton Rouge und zog danach nach New York, wo sie Schauspielunterricht am Neighborhood Playhouse bei Sanford Meisner nahm. Ab 1956 trat sie am Broadway auf.
Im Kino trat Woodward erstmals 1955 in George Shermans Westernfilm Count Three and Pray (1955) in Erscheinung. Sie pendelte weiterhin zwischen Hollywood und dem Broadway. In der New Yorker Theaterproduktion von William Inges Picknick trat sie gemeinsam mit dem fünf Jahre älteren und damals noch unbekannten Schauspieler Paul Newman auf, den sie 1958 heiratete. Im selben Jahr spielte sie die Rolle einer Patientin mit dissoziativer Identitätsstörung in dem Filmdrama Eva mit den drei Gesichtern, für die sie mit einem Oscar in der Kategorie „Beste Hauptdarstellerin“ ausgezeichnet wurde. Ebenfalls in diesem Jahr standen Woodward und Newman erstmals gemeinsam vor der Kamera (zusammen mit Orson Welles und Lee Remick), und zwar in der Literaturverfilmung Der lange heiße Sommer; weitere Zusammenarbeiten folgten.

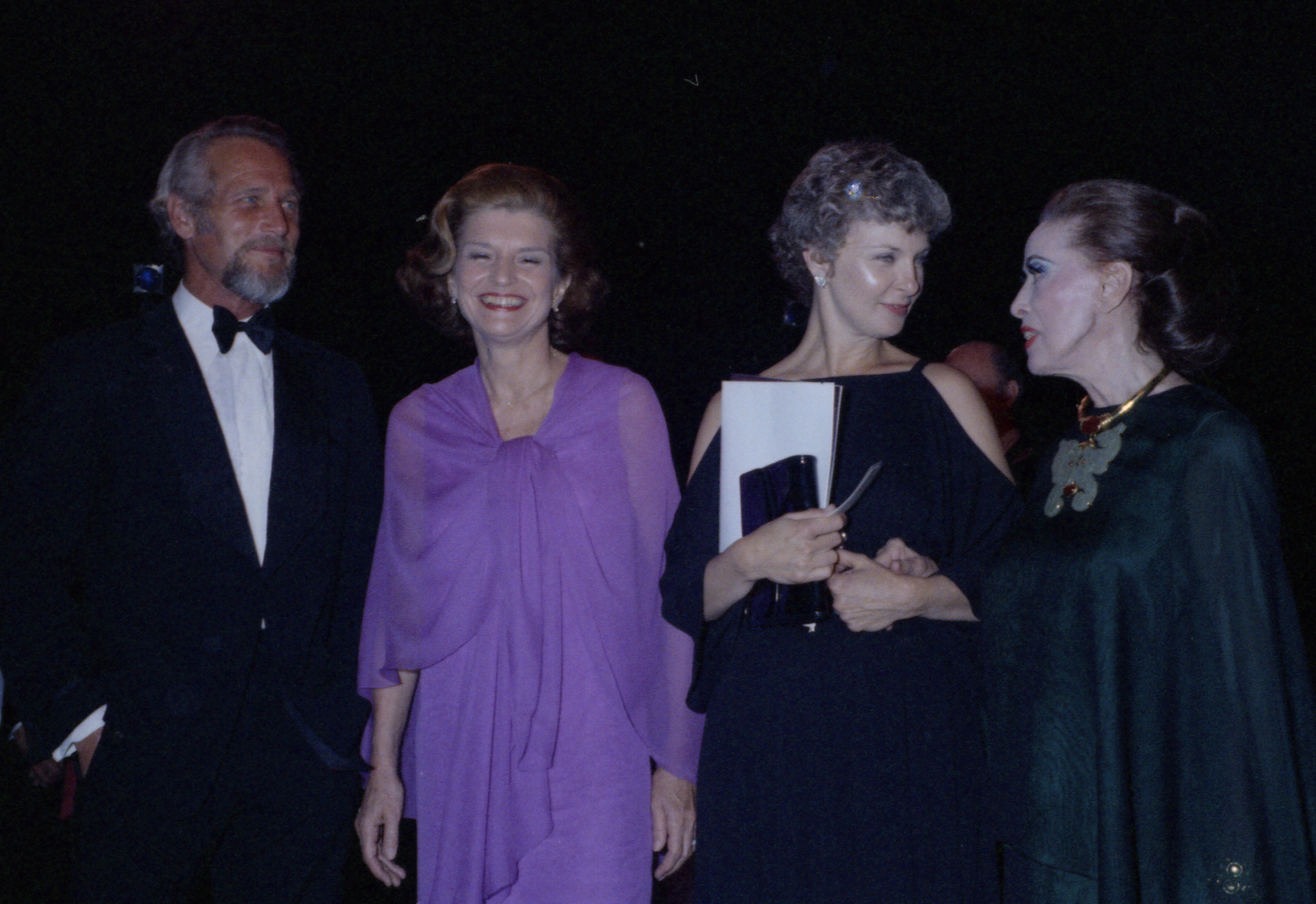
Joanne Woodward (2. v. r.) mit Paul Newman, Betty Ford und Martha Graham (1975)

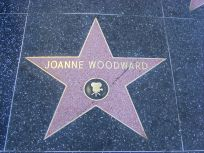
Joanne Woodwards Stern auf dem Hollywood Walk of Fame

Newman setzte Woodward auch in einigen seiner wenigen Filme ein, bei denen er Regie führte, darunter die Filmdramen Die Liebe eines Sommers (1968) und Die Wirkung von Gammastrahlen auf Ringelblumen (1972). Für Die Liebe eines Sommers wurde sie mit dem Golden Globe als beste Darstellerin in einem Drama ausgezeichnet und zudem für einen Oscar nominiert. Für Die Wirkung von Gammastrahlen auf Ringelblumen erhielt sie den Darstellerpreis auf den Filmfestspielen von Cannes 1973.
Ab Mitte der 1970er-Jahre war Woodward weniger in Kinofilmen zu sehen, stattdessen spielte sie vermehrt in Fernseh- und Theaterproduktionen. In dem biografischen, zweiteiligen Fernsehdrama Sybil von 1976 spielte Woodward die Psychiaterin Dr. Wilbur, die eine junge Frau namens Sybil, verkörpert von Sally Field, behandelt, die aufgrund einer grauenhaften Kindheit 16 verschiedene Persönlichkeiten entwickelt hat. Gelegentlich war sie auch später noch in Kinofilmen zu sehen, so gemeinsam mit Newman in den Hauptrollen eines Ehepaars in James Ivorys Filmdrama Mr. & Mrs. Bridge (1990) und als Mutter von Tom Hanks’ todkranker Figur in dem oscarprämierten Gerichtsdrama Philadelphia (1993). Zuletzt stand sie 2005 als vermögende Matrone neben ihrem Ehemann in der Fernsehproduktion Empire Falls vor der Kamera, danach hatte sie noch einige Sprechrollen, zuletzt 2013 im Film Lucky Them – Auf der Suche nach Matthew Smith.
Woodward lebt in der Stadt Westport in Connecticut. Sie war bis ins hohe Alter politisch aktiv und fungierte zwischen 2001 und 2005 als künstlerische Direktorin des Westport Country Playhouse in ihrem Wohnort Westport. Ihre Stieftochter Susan Kendall Newman ist ebenfalls Schauspielerin. Nachdem bei ihr im Jahr 2007 eine beginnende Alzheimer-Erkrankung diagnostiziert wurde, zog sie sich aus dem öffentlichen Leben zurück.
Am 9. Februar 1960 bekam Woodward einen der ersten Sterne auf dem Hollywood Walk of Fame.

## Filmografie (Auswahl)
- 1952: Tales of Tomorrow (Fernsehserie, eine Folge)
- 1954: Hollywood Star TV: Zwischenspiel (Interlude)
- 1955: Hollywood Star TV: Die Theaterkritik (The Review)
- 1955: Hollywood Star TV: Die mörderische Feder (Poison Pen)
- 1955: Count Three and Pray
- 1956: Ein Kuß vor dem Tode (A Kiss Before Dying)
- 1956: Alfred Hitchcock präsentiert (Fernsehserie, eine Folge)
- 1957: Eva mit den drei Gesichtern (The Three Faces of Eve)
- 1957: Fenster ohne Vorhang (No Down Payment)
- 1958: Der lange heiße Sommer (The Long, Hot Summer)
- 1958: Keine Angst vor scharfen Sachen (Rally 'Round the Flag, Boys!)
- 1959: Fluch des Südens (The Sound and the Fury)
- 1960: Der Mann in der Schlangenhaut (The Fugitive Kind)
- 1960: Paris Blues
- 1960: Von der Terrasse (From the Terrace)
- 1963: Eine neue Art von Liebe (An New Kind of Love)
- 1963: Die verlorene Rose (The Stripper)
- 1964: Wegweiser zum Mord (Signpost to Murder)
- 1966: Höchster Einsatz in Laredo (A Big Hand for the Little Lady)
- 1966: Simson ist nicht zu schlagen (A Fine Madness)
- 1968: Die Liebe eines Sommers (Rachel, Rachel)
- 1969: Indianapolis (Winning)
- 1970: Dann war mein Leben nicht umsonst – Martin Luther King (King: A Filmed Record… Montgomery to Memphis) (Dokumentarfilm)
- 1970: Machenschaften (WUSA)
- 1971: Der verkehrte Sherlock Holmes (They Might Be Giants)
- 1972: Die Wirkung von Gammastrahlen auf Ringelblumen (The Effect of Gamma Rays on Man-in-the-Moon Marigolds)
- 1973: Sommerwünsche – Winterträume (Summer Wishes, Winter Dreams)
- 1975: Unter Wasser stirbt man nicht (The Drowning Pool)
- 1976: Sybil (Fernseh-Miniserie, zwei Folgen)
- 1978: Nobody is Perfect (The End)
- 1979: Die Straßen von Los Angeles (The Streets of L.A.; Fernsehfilm)
- 1980: Endstation Malibu (The Shadow Box; Fernsehfilm)
- 1984: Harry & Sohn (Harry & Son)
- 1984: Die Lüge – Trauerflor für zwei Geliebte (Passions; Fernsehfilm)
- 1985: Vergesst die Liebe nicht (Do You Remember Love?; Fernsehfilm)
- 1987: Die Glasmenagerie (The Glass Menagerie)
- 1990: Mr. & Mrs. Bridge
- 1993: Foreign Affairs (Fernsehfilm)
- 1993: Tödliche Sucht (Blind Spot; Fernsehfilm)
- 1993: Philadelphia
- 1993: Zeit der Unschuld (The Age of Innocence) (Stimme)
- 1994: Maggie, Maggie (Breathing Lessons; Fernsehfilm)
- 2002: Pale Male - Ein Bussard in New York (Pale Male) (Stimme)
- 2005: Empire Falls (Fernseh-Miniserie, zwei Folgen)
- 2012: Gayby (Gayby) (Stimme)
- 2013: Lucky Them – Auf der Suche nach Matthew Smith (Lucky Them) (Stimme)

## Auszeichnungen (Auswahl)
Oscar
- Auszeichnung

1958: Beste Hauptdarstellerin (Eva mit den drei Gesichtern)
- Nominierungen

1969: Beste Hauptdarstellerin (Die Liebe eines Sommers)
1974: Beste Hauptdarstellerin (Sommerwünsche – Winterträume)
1991: Beste Hauptdarstellerin (Mr. & Mrs. Bridge)
Britischer Filmpreis
- Auszeichnung

1975: Beste Hauptdarstellerin (Sommerwünsche – Winterträume)
- Nominierungen

1958: Beste ausländische Darstellerin (Eva mit den drei Gesichtern)
1959: Beste ausländische Darstellerin (Fenster ohne Vorhang)
1969: Beste Hauptdarstellerin (Die Liebe eines Sommers)
Emmy
- Auszeichnungen

1978: Herausragende Hauptdarstellerin in einem Drama- oder Comedyspecial (G.E. True Theater: See How She Runs)
1985: Herausragende Hauptdarstellerin in einer limitierten Serie oder einem Special (Vergesst die Liebe nicht)
1990: Herausragendes Informationelles Special (American Masters: Broadway’s Dreamers: The Legacy of the Group Theatre)
- Nominierungen

1977: Herausragende Hauptdarstellerin in einem Drama- oder Comedyspecial (The Big Event: Sybil)
1981: Herausragende Hauptdarstellerin in einer limitierten Serie oder einem Special (Crisis at Central High)
1990: Herausragende Leistung in Informationeller Sendung (American Masters: Broadway’s Dreamers: The Legacy of the Group Theatre)
1993: Herausragende Hauptdarstellerin in einer Miniserie oder einem Special (Blind Spot)
1994: Herausragende Hauptdarstellerin in einer Miniserie oder einem Special (Atemübungen)
2005: Herausragende Nebendarstellerin in einer Miniserie oder einem Film (Empire Falls)
Golden Globe Award
- Auszeichnungen

1958: Beste Hauptdarstellerin – Drama (Eva mit den drei Gesichtern)
1969: Beste Hauptdarstellerin – Drama (Die Liebe eines Sommers)
1995: Beste Hauptdarstellerin – Mini-Serie oder TV-Film (Atemübungen)
- Nominierungen

1964: Beste Hauptdarstellerin – Komödie oder Musical (Eine neue Art von Liebe)
1973: Beste Hauptdarstellerin – Drama (Die Wirkung von Gammastrahlen auf Ringelblumen)
1974: Beste Hauptdarstellerin – Drama (Sommerwünsche – Winterträume)
1982: Beste Hauptdarstellerin – Mini-Serie oder TV-Film (Crisis at Central High)
1986: Beste Hauptdarstellerin – Mini-Serie oder TV-Film (Vergesst die Liebe nicht)
1991: Beste Hauptdarstellerin – Drama (Mr. & Mrs. Bridge)
2006: Beste Nebendarstellerin – Serie, Mini-Serie oder TV-Film (Empire Falls)
Kansas City Film Critics Circle Award
1969: Beste Hauptdarstellerin (Die Liebe eines Sommers)
1974: Beste Hauptdarstellerin (Die Wirkung von Gammastrahlen auf Ringelblumen)
1975: Beste Hauptdarstellerin (Sommerwünsche – Winterträume)
1991: Beste Hauptdarstellerin (Mr. & Mrs. Bridge)
New York Film Critics Circle Award
1968: Beste Hauptdarstellerin (Die Liebe eines Sommers)
1974: Beste Hauptdarstellerin (Sommerwünsche – Winterträume)
1990: Beste Hauptdarstellerin (Mr. & Mrs. Bridge)
Screen Actors Guild Award
- Auszeichnungen

1986: Life Achievement Award
1995: Beste Darstellerin in einem Fernsehfilm oder Miniserie (Maggie, Maggie)
- Nominierung

2006: Beste Darstellerin in einem Fernsehfilm oder Miniserie (Empire Falls)
Weitere Auszeichnungen
1957: National Board of Review Award als Beste Hauptdarstellerin (Eva mit den drei Gesichtern; Fenster ohne Vorhang)
1958: Laurel Award als Beste neue weibliche Persönlichkeit
1959: Hasty Pudding Frau des Jahres
1960: Darstellerpreis der Internationalen Filmfestspiele von San Sebastián (Der Mann in der Schlangenhaut)
1960: Stern auf dem Hollywood Walk of Fame in der Kategorie „Film“
1973: Darstellerpreis der Internationalen Filmfestspiele von Cannes (Die Wirkung von Gammastrahlen auf Ringelblumen)
1975: Film Society of Lincoln Center Gala Tribute
1976: Golden Apple Award als Weiblicher Star des Jahres